# 加茂駅 (新潟県)

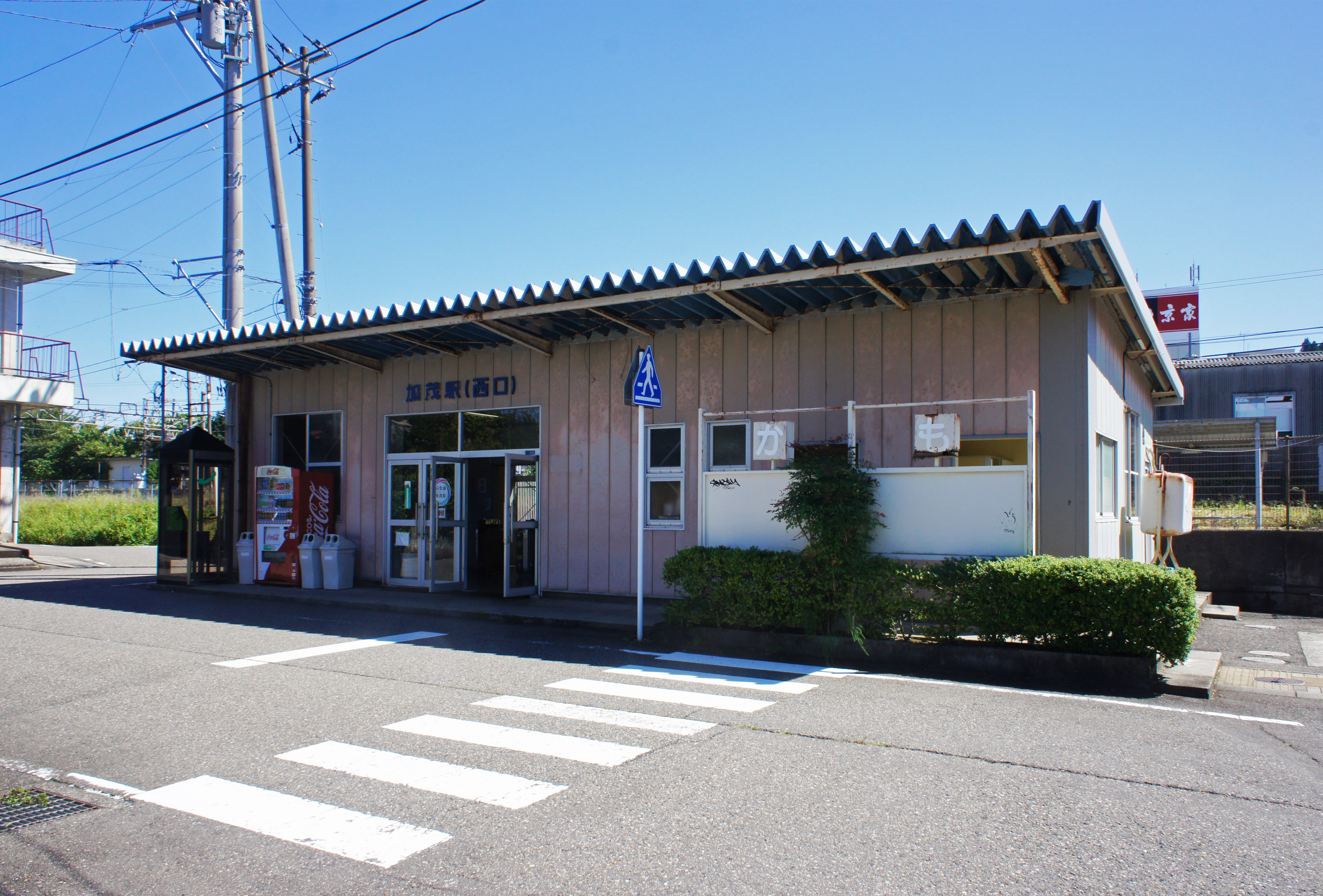
西口（2021年9月）

加茂駅（かもえき）は、新潟県加茂市駅前にある、東日本旅客鉄道（JR東日本）信越本線の駅である。
当駅は加茂市の中心部に位置する同市の中心駅である。
JR西日本の関西本線・加茂駅と区別するため、切符には「（信）加茂」と印字される。

## 乗り入れ路線
1985年（昭和60年）までは、蒲原鉄道の列車も乗り入れていた。
西口駅舎は蒲原鉄道時代の駅舎をそのまま使用している。

## 歴史
- 1897年（明治30年）11月20日：北越鉄道が沼垂駅 - 一ノ木戸駅（現・東三条駅）間開通の際に開設[1][2]。
- 1907年（明治40年）8月1日：北越鉄道が国有化され、帝国鉄道庁（国有鉄道）の駅となる[2]。
- 1930年（昭和5年）10月20日：蒲原鉄道線の当駅 - 東加茂駅間が開通し、全線開通。
- 1958年（昭和33年）12月29日：東口の国鉄駅舎が改築[新聞 1]。
- 1963年（昭和38年）11月1日：電報取扱廃止[3]。
- 1974年（昭和49年）5月：みどりの窓口の営業を開始[4]。
- 1978年（昭和53年）12月26日：西口の蒲原鉄道駅舎がオープン[新聞 2]。
- 1982年（昭和57年）10月1日：貨物の取り扱いを廃止[2]。
- 1985年（昭和60年）3月14日：荷物の扱いを廃止[2]。
- 1985年（昭和60年）3月31日：蒲原鉄道線・当駅 - 村松駅間が区間廃止し、同社の路線バスに転換。
- 1987年（昭和62年）4月1日：国鉄分割民営化により、東日本旅客鉄道（JR東日本）の駅となる[2]。
- 2000年（平成12年）7月7日：駅舎内に医院が開業[新聞 3]（現存せず）。
- 2005年（平成17年）1月13日：東口駅舎の自動改札機の供用を開始[報道 1]。西口は2月1日から。
- 2006年（平成18年）1月21日：ICカード「Suica」の利用が可能となる[報道 2]。
- 2017年（平成29年）4月1日：業務委託化に伴い、加茂駅長職を廃止。燕三条駅長管理下となる。
- 2021年（令和3年）3月28日：東口の待合室内にセルフレジ専用・キャッシュレス対応の無人KIOSKが開業[報道 3]。
- 2024年（令和6年）
  - 1月31日：みどりの窓口の営業を終了[5]。
  - 2月1日：指定席券売機を導入[5]。

## 駅構造
相対式ホーム2面2線を有する地上駅である。両ホームは地下通路で連絡している。通過線（中線）は、現在は本線と切り離され、架線も撤去されており使用されていない。燕三条駅が管理し、JR東日本新潟シティクリエイト（JENIC）が受託する業務委託駅となっている。自動改札機が設置されており、Suicaなどの交通系ICカードが利用できる。
駅舎は東西双方に設けられている。元々のエントランスは東口である。東口駅舎には、自動券売機、指定席券売機、菓子自動販売機、待合室、化粧室などが設置されている。ただし、待合室の利用可能時間は日中時間帯のみとなっているため、待合室内のコインロッカーはその時間帯以外は利用できない。また、東口駅舎の待合室内には、2021年（令和3年）3月28日にセルフレジ専用・キャッシュレス対応の無人KIOSKが開業した。なお、この無人KIOSKの開業は、JR東日本新潟支社管内では初となる。東口改札を入ったところに発車時刻を表示する電光掲示板があるが、窓口の営業時間外は電源が落とされ、無表示となる。
西口駅舎は元々蒲原鉄道が自社線の加茂駅舎として設置し、国鉄加茂駅西口業務を委託されていたもので、当初は蒲原鉄道線のきっぷ売場窓口と国鉄線用の券売機が設けられていた。蒲原鉄道線廃止後、窓口は駅舎管理と改札業務を行う委託職員による案内窓口となり、自動改札機の導入による委託廃止により閉鎖された。また、西口にはかつて無人駅用のボタン式自動券売機が設置されていたが、2019年（令和元年）8月27日より東口と同じタッチパネル式自動券売機に置き換えられた。
ホームとは地下通路で連絡している。西口駅舎と2番線の間には蒲原鉄道のホーム（島式1面2線）が設けられていたが、現在は撤去され駐輪場となり、2番線にあった連絡通路への出入口も塞がれている。また、ホーム上には発車標を兼ねるお知らせ標と、列車の接近を知らせる列車接近表示器が設置されている。飲料自動販売機・トイレは1番線（長岡方面ホーム）のみに設置されている。

### のりば
| 番線 | 路線      | 方向 | 行先                   |
| ---- | --------- | ---- | ---------------------- |
| 1    | ■信越本線 | 上り | 長岡・柏崎・直江津方面 |
| 2    | ■信越本線 | 下り | 新津・亀田・新潟方面   |

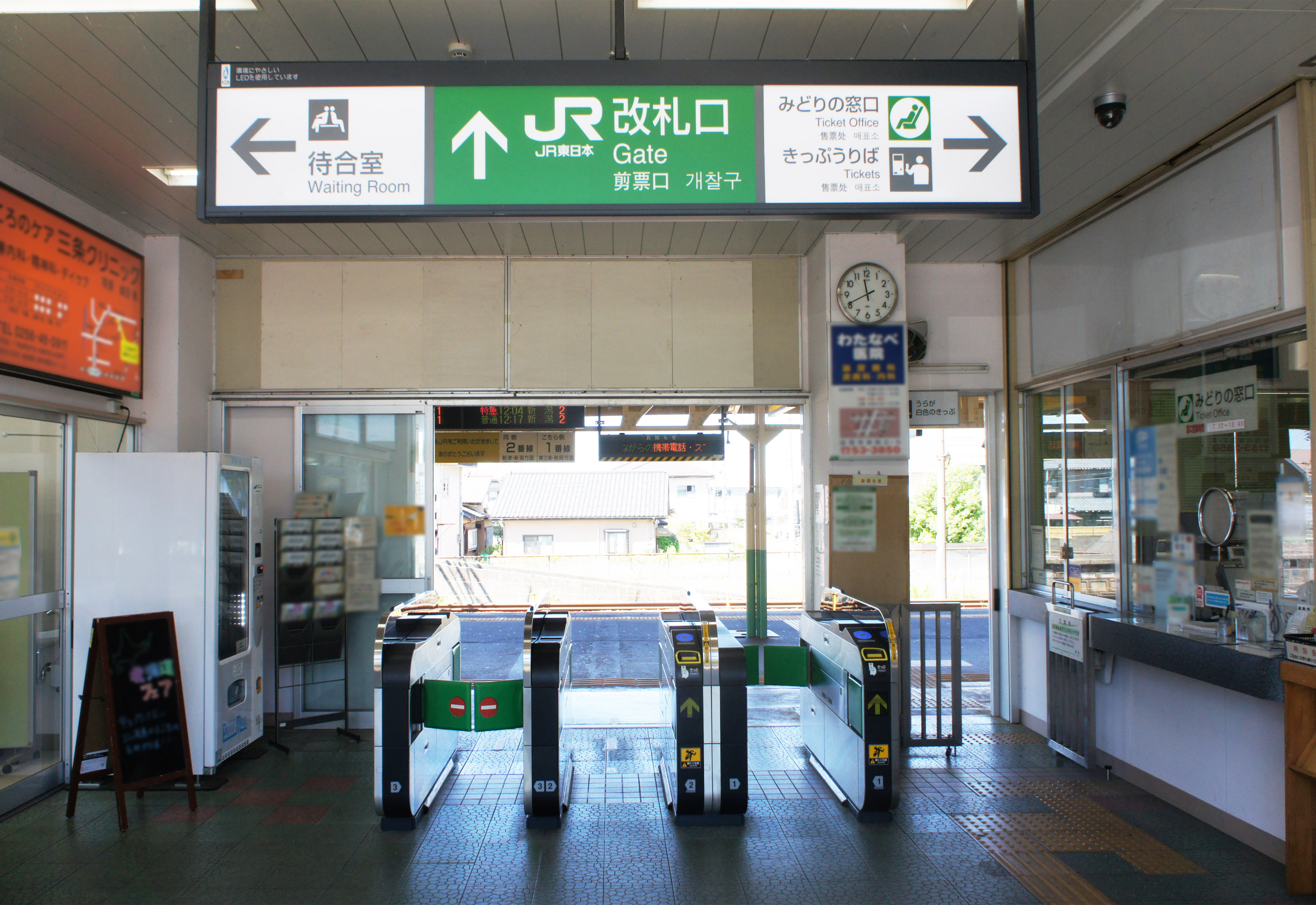
東口改札（2021年9月）
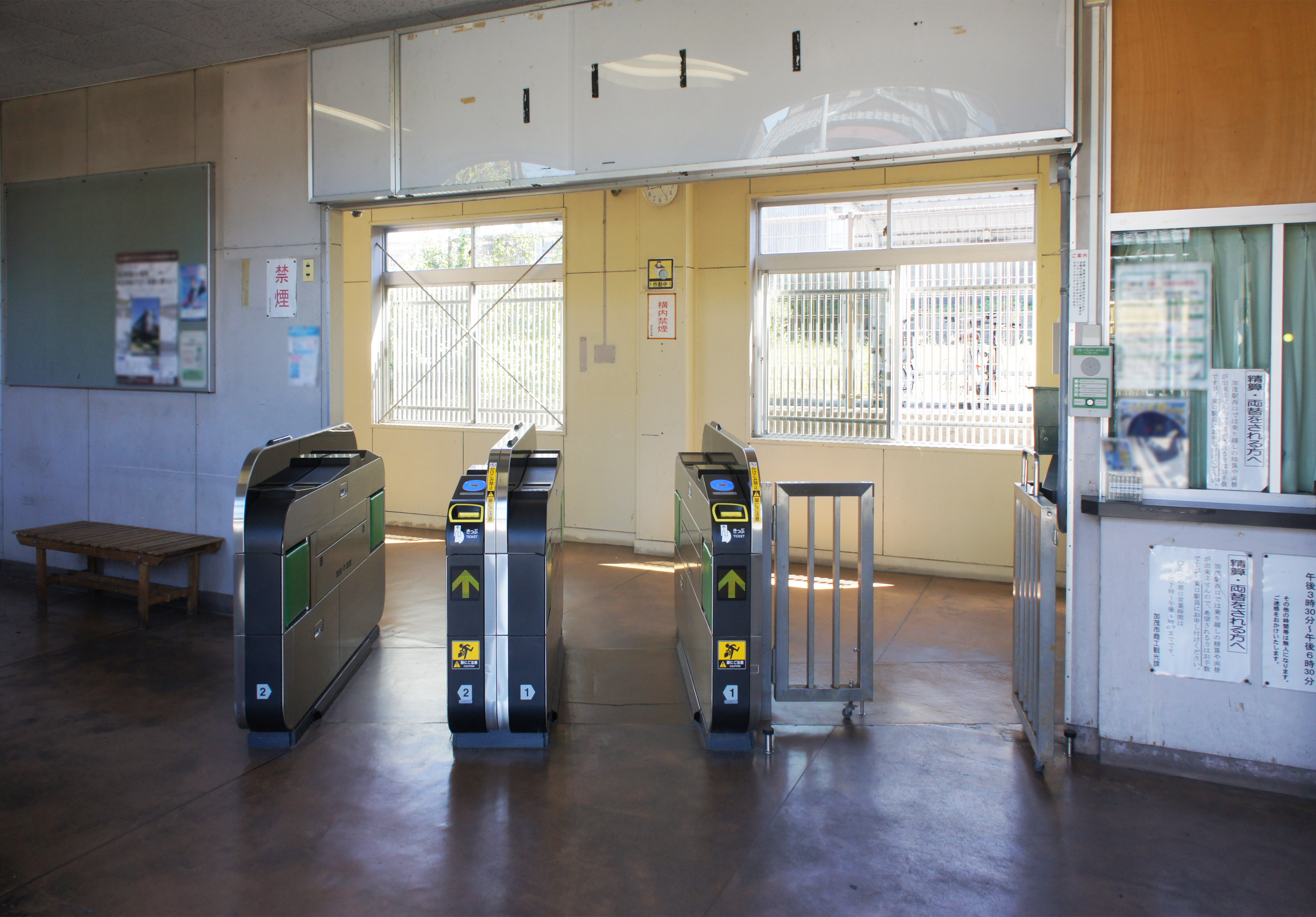
西口改札（2021年9月）
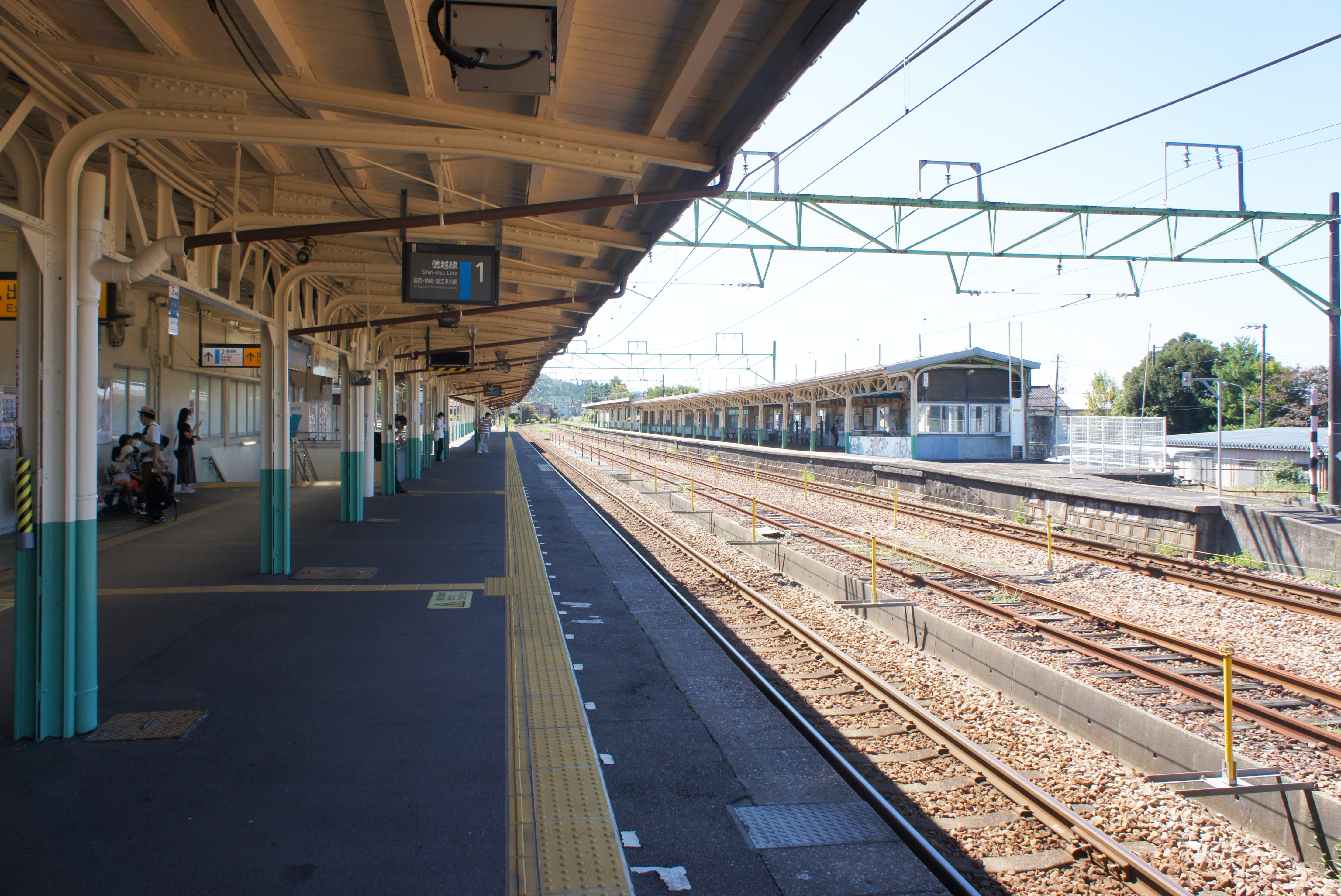
ホーム（2021年9月）
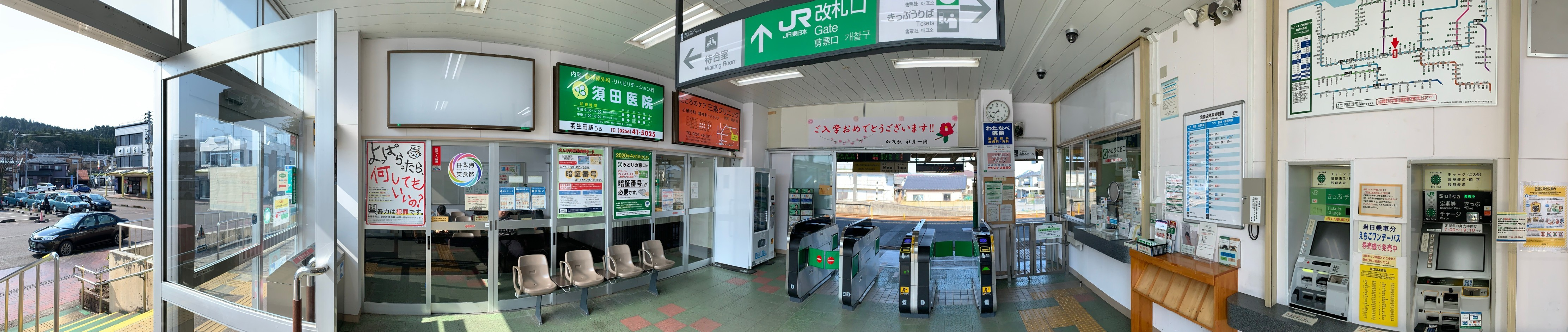
東口コンコース（2020年4月）
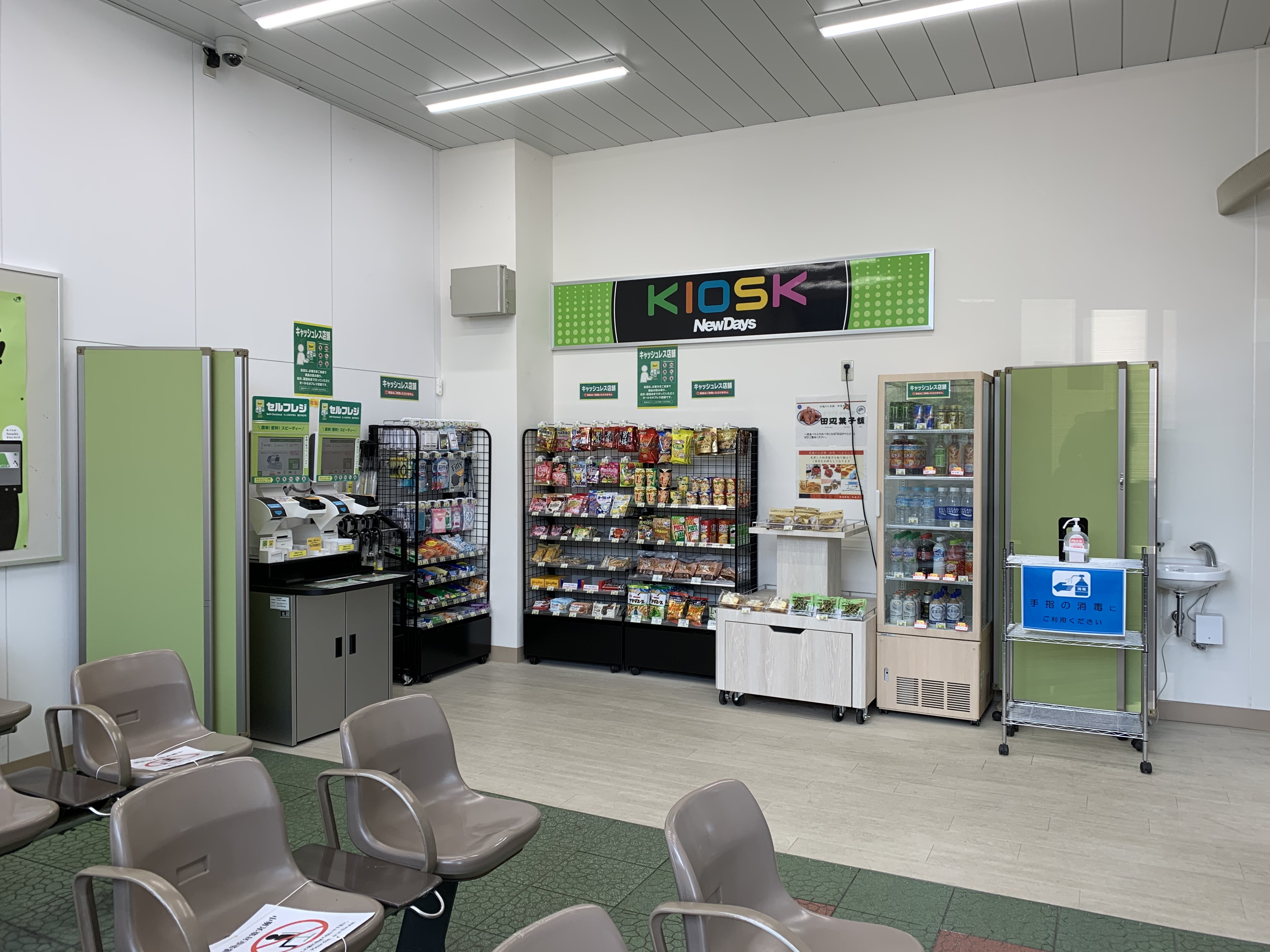
キオスクの無人店舗（2022年5月）

## 利用状況
JR東日本によると、2023年度（令和5年度）の1日平均乗車人員は2,148人である。
2000年度（平成12年度）以降の推移は以下のとおりである。
| 1日平均乗車人員推移 | 1日平均乗車人員推移 | 1日平均乗車人員推移 | 1日平均乗車人員推移 | 1日平均乗車人員推移 |
| 年度                | 定期外              | 定期                | 合計                | 出典                |
| ------------------- | ------------------- | ------------------- | ------------------- | ------------------- |
| 2000年（平成12年）  |                     |                     | 3,633               | [ 利用客数 2 ]      |
| 2001年（平成13年）  |                     |                     | 3,549               | [ 利用客数 3 ]      |
| 2002年（平成14年）  |                     |                     | 3,436               | [ 利用客数 4 ]      |
| 2003年（平成15年）  |                     |                     | 3,408               | [ 利用客数 5 ]      |
| 2004年（平成16年）  |                     |                     | 3,189               | [ 利用客数 6 ]      |
| 2005年（平成17年）  |                     |                     | 3,195               | [ 利用客数 7 ]      |
| 2006年（平成18年）  |                     |                     | 3,125               | [ 利用客数 8 ]      |
| 2007年（平成19年）  |                     |                     | 3,098               | [ 利用客数 9 ]      |
| 2008年（平成20年）  |                     |                     | 3,063               | [ 利用客数 10 ]     |
| 2009年（平成21年）  |                     |                     | 2,956               | [ 利用客数 11 ]     |
| 2010年（平成22年）  |                     |                     | 2,944               | [ 利用客数 12 ]     |
| 2011年（平成23年）  |                     |                     | 2,895               | [ 利用客数 13 ]     |
| 2012年（平成24年）  | 510                 | 2,373               | 2,883               | [ 利用客数 14 ]     |
| 2013年（平成25年）  | 510                 | 2,475               | 2,986               | [ 利用客数 15 ]     |
| 2014年（平成26年）  | 492                 | 2,266               | 2,758               | [ 利用客数 16 ]     |
| 2015年（平成27年）  | 495                 | 2,327               | 2,823               | [ 利用客数 17 ]     |
| 2016年（平成28年）  | 500                 | 2,350               | 2,851               | [ 利用客数 18 ]     |
| 2017年（平成29年）  | 482                 | 2,354               | 2,837               | [ 利用客数 19 ]     |
| 2018年（平成30年）  | 482                 | 2,292               | 2,774               | [ 利用客数 20 ]     |
| 2019年（令和元年）  | 451                 | 2,157               | 2,609               | [ 利用客数 21 ]     |
| 2020年（令和02年）  | 275                 | 1,889               | 2,165               | [ 利用客数 22 ]     |
| 2021年（令和03年）  | 279                 | 1,872               | 2,151               | [ 利用客数 23 ]     |
| 2022年（令和04年）  | 313                 | 1,765               | 2,078               | [ 利用客数 24 ]     |
| 2023年（令和05年）  | 359                 | 1,788               | 2,148               | [ 利用客数 1 ]      |

## 駅周辺

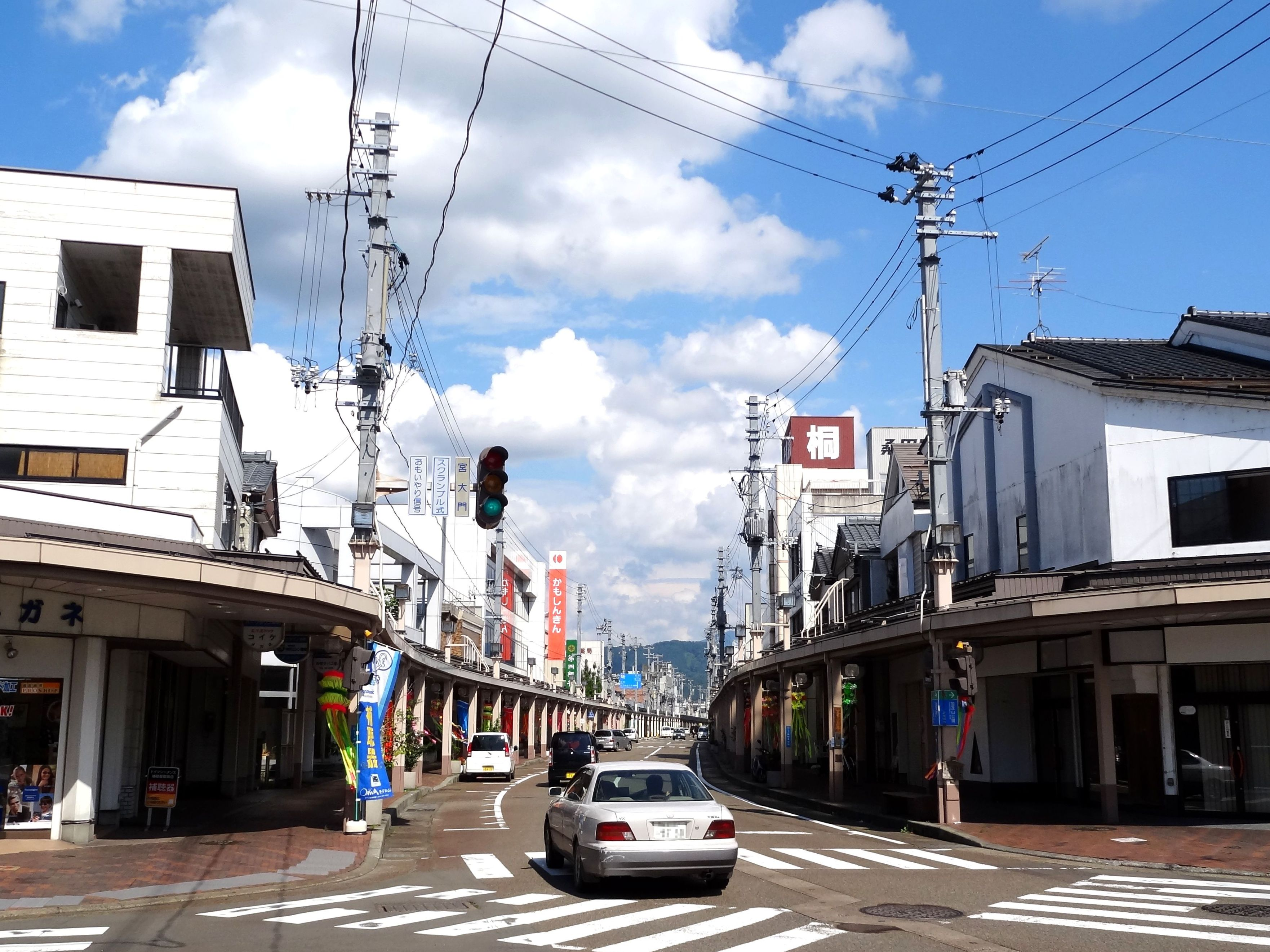
駅前から東へ続く商店街「ながいきストリート」

### 東口
東口側は江戸時代から続く加茂市の中心市街地となっており、歩道部にアーケードを備えた商店街が加茂川に沿って長く続く。駅前広場や駅前の道路は従来狭隘であったが、1979年度（昭和54年度）より加茂駅前地区土地区画整理事業によって大規模に整備され、駅前地区商店街と穀町商店街だけでも合わせて94店が改修され、駅前から伸びるメインストリートの拡幅や駅前広場の拡張が行われた。これによって減少した店舗面積を補うためメインストリート沿いには加茂駅前商店街近代化事業として駐車場を備えた複数の共同店舗が計画され、その一つとして駅前にはまるよしを核テナントとして地元16商店などが入る形で1986年（昭和51年）11月に、地上3階建て（一部4階建て）の商業施設「メリア」がオープンした。なお、駅前のメインストリートには1990年代末に「ながいきストリート」の愛称がつけられ、東京・巣鴨の地蔵通り商店街をモデルに街づくりが進められた。
駅から約500メートルほどの距離に青海神社および加茂山公園がある。北東側には県立加茂農林高校、加茂暁星高校、新潟経営大学があり、当駅はこれらの教育機関の最寄り駅となっている。
当駅周辺では商店街利用者向けの駐車場や駐車帯はあるものの、パークアンドライド用の駐車場が未整備であり、代用される加茂山公園の無料駐車場において混雑の問題が生じている。

### 西口
西口側は1969年（昭和44年）の水害後の加茂川改修事業に伴い、移転先の住宅地が整備されたことに端を発して急速に都市化が進んだ新しい地区である。多くが住宅地となっている。文化会館などの公共機関や市役所、県立加茂高校があり、国道403号線沿いには、飲食店、スーパー、カラオケボックスなどのチェーン店が数軒建ち並ぶ。

## バス路線
東口駅前のロータリーからは、新潟交通観光バス、加茂市営（かもんバス）、泉観光バスの3社局による路線が運行されている。ただし、新潟交通観光バス運行の大半の便は加茂駅には入らず、「穀町」バス停（東口から北東へ徒歩約2分）から発着となる。このほか、東口は田上町の予約型乗合タクシー「ゴマンド号」の乗降場所となっている。
| バス停名   | 運行事業者                  | 行先 | 備考                     | 出典   |
| 東口       | 東口                        | 東口 | 東口                     | 東口   |
| ---------- | --------------------------- | --- | ------------------------ | ------ |
| 加茂駅前   | 新潟交通観光バス            | - 加茂病院前・新潟経営大学 - 白根・潟東営業所 - 巻駅前                                                                               | 一部のみ                 | [ 11 ] |
| 加茂駅前   | 加茂市営バス （かもんバス） | - 須田線：加茂病院前・新潟経営大学方面／新飯田方面 - 七谷線：加茂病院前・加茂市役所方面／高柳・美人の湯方面 - 七谷帰宅便：上土倉方面 | 「七谷帰宅便」は平日のみ | [ 11 ] |
| 穀町       | 新潟交通観光バス            | - 加茂病院前・新潟経営大学 - 白根・潟東営業所 - 巻駅前                                                                               |                          | [ 11 ] |
| 穀町       | 加茂市営バス （かもんバス） | - 須田線：新飯田方面 - 七谷線：高柳・美人の湯方面 - 七谷帰宅便：上土倉方面                                                           | 「七谷帰宅便」は平日のみ | [ 11 ] |
| 穀町       | 泉観光バス                  | 湯っ多里館前方面 | 日曜・祝日は運休         | [ 11 ] |
| 西口       |                             | |                          |        |
| 加茂駅西口 | 加茂市営バス （かもんバス） | 天神林・長福寺線：（循環）長福寺方面                                                                                                 | 平日早朝のみ運行         | [ 11 ] |

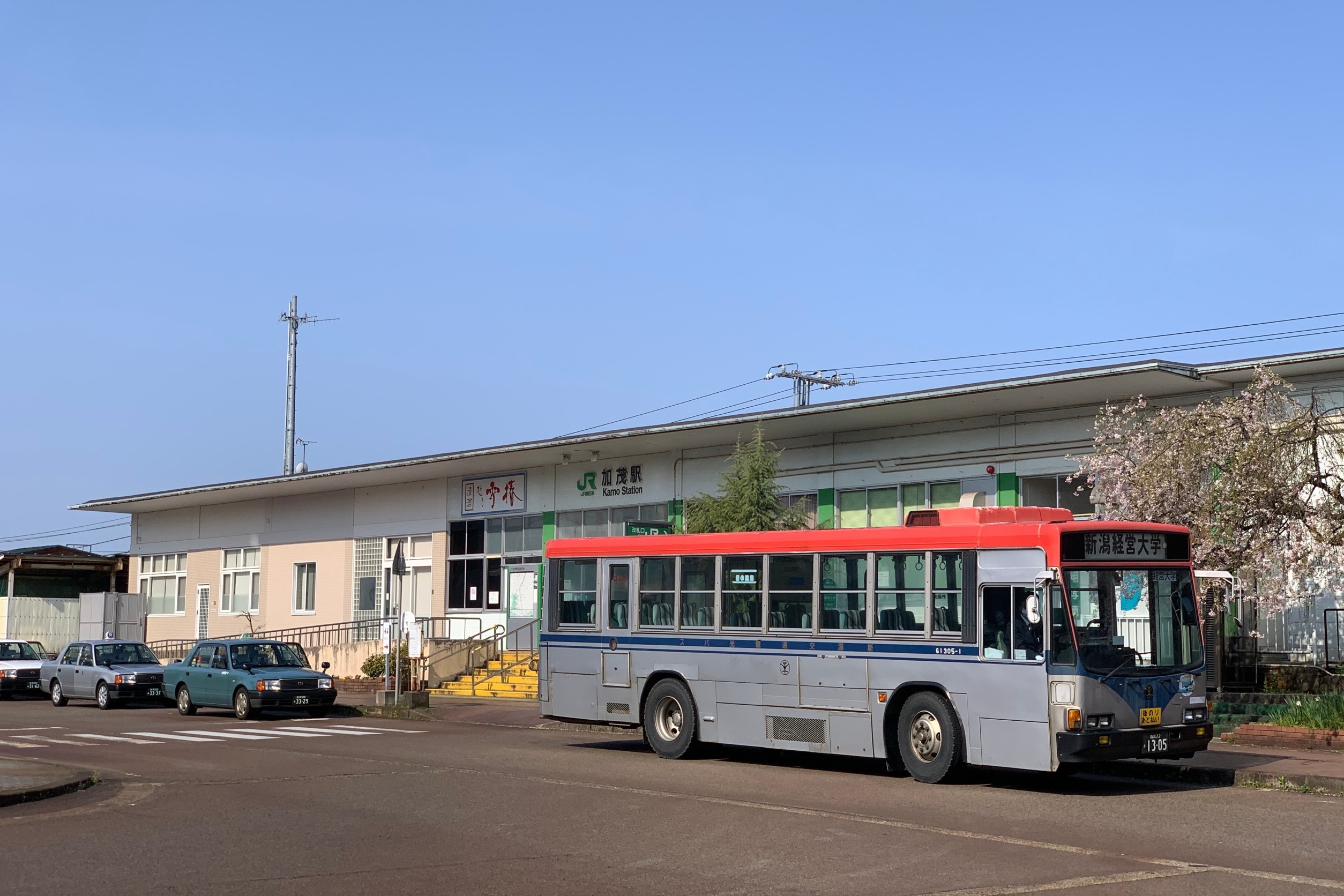
駅前に停車中の新潟交通観光バスの路線バス車両（2020年4月）
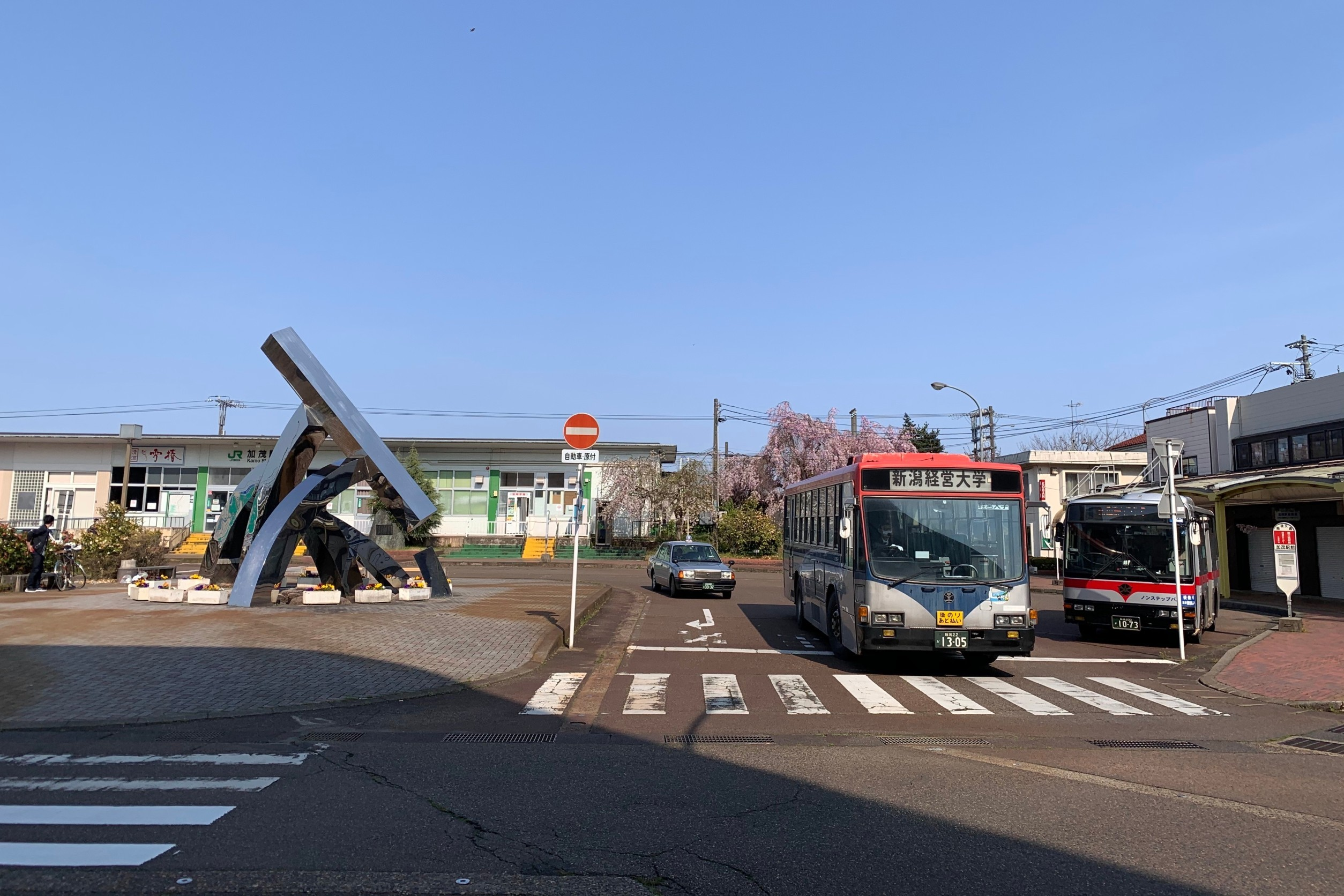
駅前を出発する新潟交通観光バスと越後交通の路線バス車両（2020年4月）
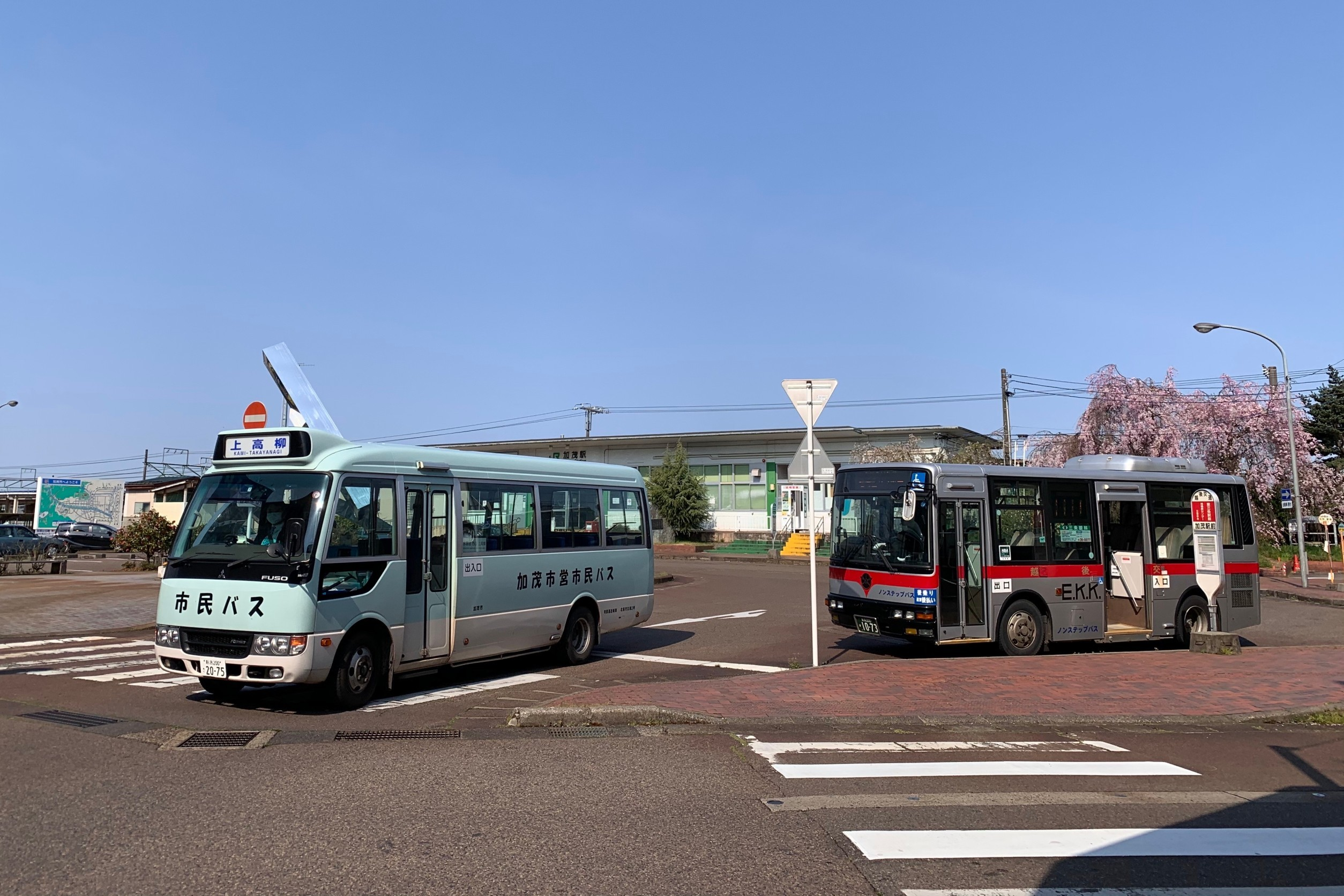
駅前を出発する市民バスと越後交通の路線バス車両（2020年4月）
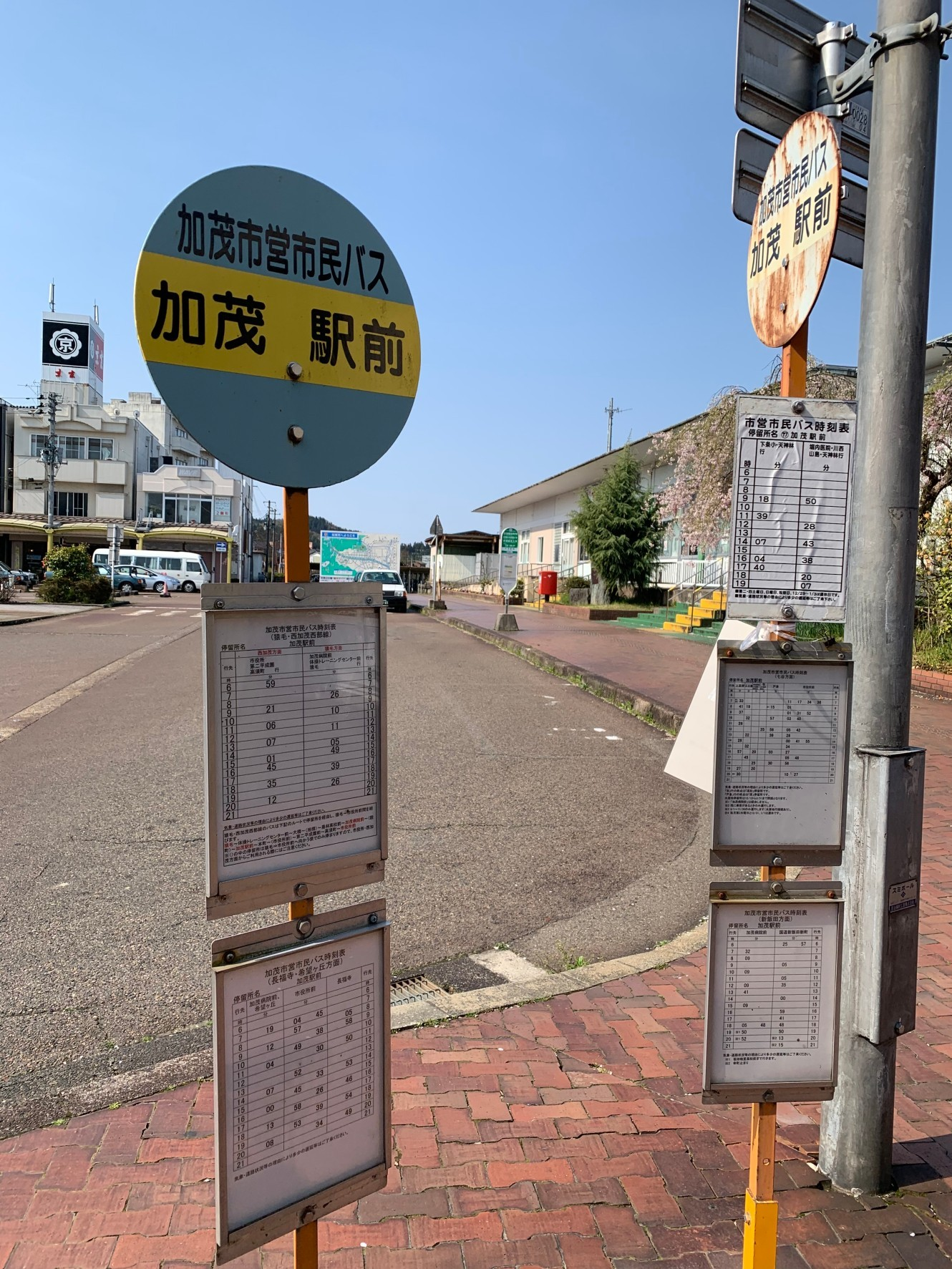
東口の市民バスのバス停（2020年4月）
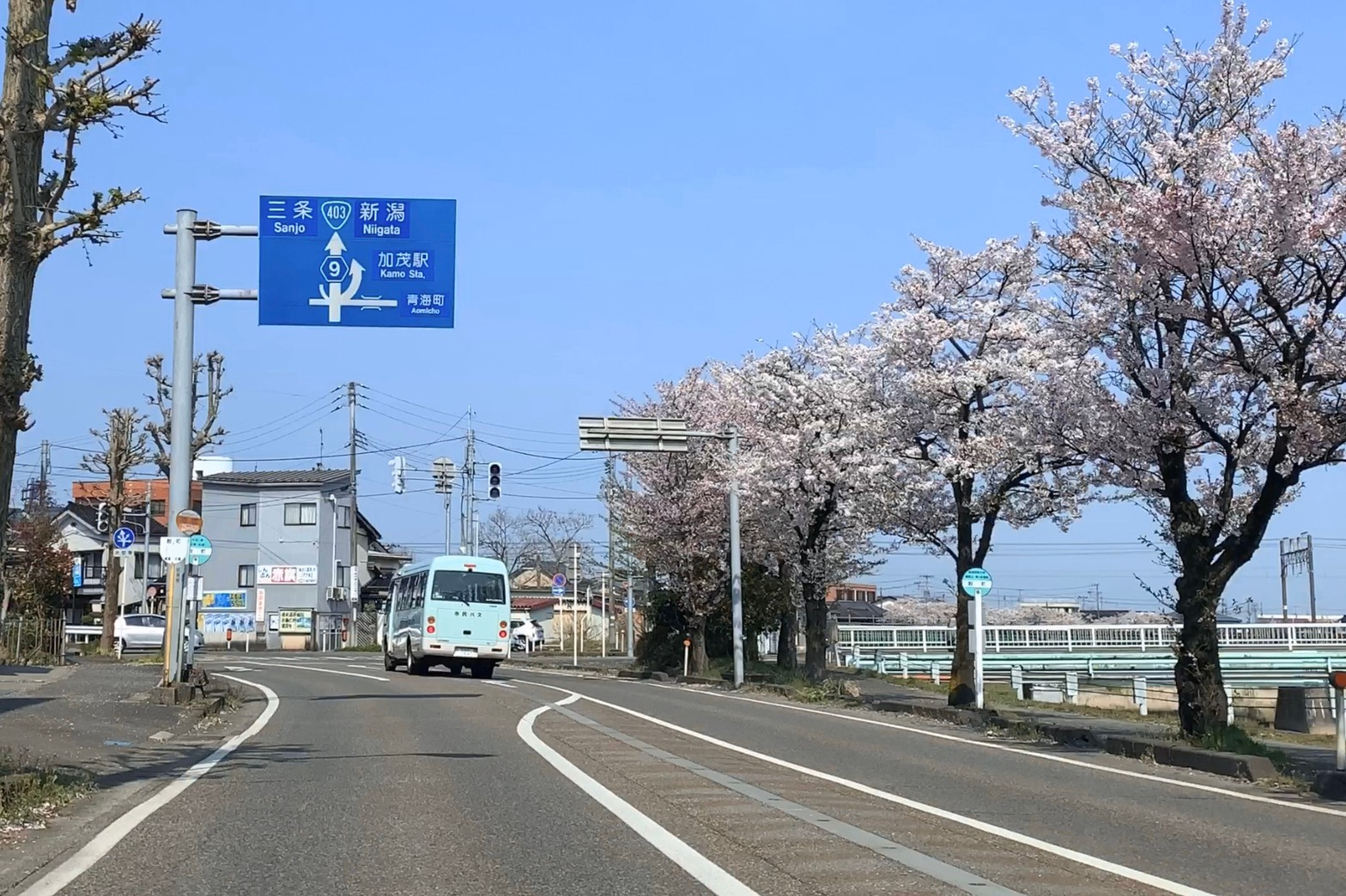
加茂川左岸の「穀町」バス停（2020年4月）

## 隣の駅

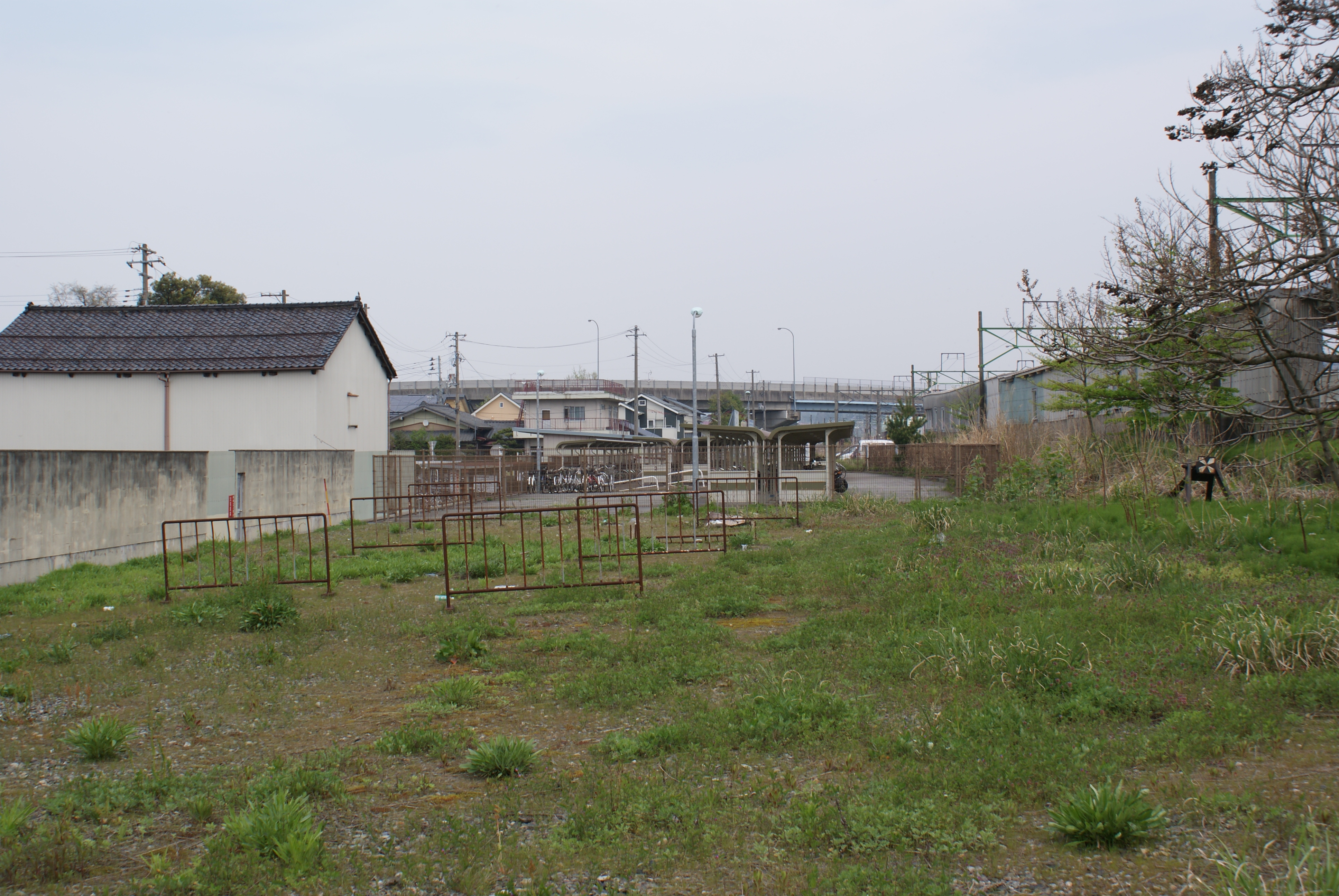
蒲原鉄道加茂駅跡。終端部付近から旧構内を見る。右は信越線ホーム（2008年4月）

東日本旅客鉄道（JR東日本）
■信越本線
- 特急「しらゆき」停車駅

■快速
東三条駅 - 加茂駅 - 矢代田駅
■普通
保内駅 - 加茂駅 - 羽生田駅

### かつて存在した路線
蒲原鉄道
蒲原鉄道線
加茂駅 - 陣ヶ峰駅

### 記事本文

#### 報道発表資料
1. ↑  『平成16年11月27日（土）新潟駅で自動改札使用開始!』（PDF）（プレスリリース）東日本旅客鉄道新潟支社、2004年11月27日。オリジナルの2006年1月8日時点におけるアーカイブ。2021年1月8日閲覧。
2. ↑  『2006年1月21日（土）新潟エリアSuicaデビュー!』（PDF）（プレスリリース）東日本旅客鉄道新潟支社、2005年9月21日。オリジナルの2006年1月5日時点におけるアーカイブ。2021年1月8日閲覧。
3. 1 2 3  『信越本線加茂駅に新しい駅機能が登場します!』（PDF）（プレスリリース）東日本旅客鉄道新潟支社、2021年3月23日。オリジナルの2021年3月23日時点におけるアーカイブ。2021年3月23日閲覧。

#### 新聞記事
1. ↑  「見附駅等ぞくぞく新駅舎誕生」『交通新聞』交通協力会、1958年12月19日、2面。
2. ↑  読売新聞 昭和53年12月27日新潟読売
3. ↑  「東日本旅客鉄道、JR加茂駅に診療施設」『日本経済新聞』日本経済新聞社、2000年5月26日、地方経済面 新潟。
4. ↑  「商業近代化進む加茂市、区画整理と同時進行（大型店と街づくり）」『日本経済新聞』日本経済新聞社、1991年9月18日、地方経済面 新潟、22面。
5. 1 2  「新潟・加茂駅前商店街組合、近代化へ基本計画―道路拡幅し、共同核店舗建設へ。」『日本経済新聞』日本経済新聞社、1983年4月20日、地方経済面 長野、3面。
6. ↑  「一新する加茂駅前、「メリア」来月六日開店―商店街近代化の中核に。」『日本経済新聞』日本経済新聞社、1986年10月19日、地方経済面 新潟、22面。
7. ↑  「加茂駅前にリオン・ドール出店へ 「メリア」1階 5月オープン予定」『新潟日報』2020年2月15日。オリジナルの2020年4月24日時点におけるアーカイブ。2025年5月3日閲覧。
8. ↑  「新潟・加茂市の商店街、「長寿」テーマに街づくり―寺社や橋生かし中高年層に照準。」『日経流通新聞』日本経済新聞社、1999年7月1日、地方経済面 新潟、22面。
9. ↑  「加茂山公園駐車場 時間外は施錠 来園者以外の利用防止、渋滞緩和へ」『新潟日報』2019年10月1日。オリジナルの2020年4月24日時点におけるアーカイブ。2025年5月3日閲覧。

### 利用状況
1. 1 2  “各駅の乗車人員（2023年度）”.   東日本旅客鉄道. 2024年7月21日閲覧。
2. ↑  “各駅の乗車人員（2000年度）”.   東日本旅客鉄道. 2019年4月4日閲覧。
3. ↑  “各駅の乗車人員（2001年度）”.   東日本旅客鉄道. 2019年4月4日閲覧。
4. ↑  “各駅の乗車人員（2002年度）”.   東日本旅客鉄道. 2019年4月4日閲覧。
5. ↑  “各駅の乗車人員（2003年度）”.   東日本旅客鉄道. 2019年4月4日閲覧。
6. ↑  “各駅の乗車人員（2004年度）”.   東日本旅客鉄道. 2019年4月4日閲覧。
7. ↑  “各駅の乗車人員（2005年度）”.   東日本旅客鉄道. 2019年4月4日閲覧。
8. ↑  “各駅の乗車人員（2006年度）”.   東日本旅客鉄道. 2019年4月4日閲覧。
9. ↑  “各駅の乗車人員（2007年度）”.   東日本旅客鉄道. 2019年4月4日閲覧。
10. ↑  “各駅の乗車人員（2008年度）”.   東日本旅客鉄道. 2019年4月4日閲覧。
11. ↑  “各駅の乗車人員（2009年度）”.   東日本旅客鉄道. 2019年4月4日閲覧。
12. ↑  “各駅の乗車人員（2010年度）”.   東日本旅客鉄道. 2019年4月4日閲覧。
13. ↑  “各駅の乗車人員（2011年度）”.   東日本旅客鉄道. 2019年4月4日閲覧。
14. ↑  “各駅の乗車人員（2012年度）”.   東日本旅客鉄道. 2019年4月4日閲覧。
15. ↑  “各駅の乗車人員（2013年度）”.   東日本旅客鉄道. 2019年4月4日閲覧。
16. ↑  “各駅の乗車人員（2014年度）”.   東日本旅客鉄道. 2019年4月4日閲覧。
17. ↑  “各駅の乗車人員（2015年度）”.   東日本旅客鉄道. 2019年4月4日閲覧。
18. ↑  “各駅の乗車人員（2016年度）”.   東日本旅客鉄道. 2019年4月4日閲覧。
19. ↑  “各駅の乗車人員（2017年度）”.   東日本旅客鉄道. 2019年4月4日閲覧。
20. ↑  “各駅の乗車人員（2018年度）”.   東日本旅客鉄道. 2019年7月16日閲覧。
21. ↑  “各駅の乗車人員（2019年度）”.   東日本旅客鉄道. 2020年7月13日閲覧。
22. ↑  “各駅の乗車人員（2020年度）”.   東日本旅客鉄道. 2021年7月25日閲覧。
23. ↑  “各駅の乗車人員（2021年度）”.   東日本旅客鉄道. 2022年8月8日閲覧。
24. ↑  “各駅の乗車人員（2022年度）”.   東日本旅客鉄道. 2023年7月12日閲覧。